# Puente de Ventas
El puente de Ventas es un puente que enlaza los distritos de Salamanca y Ciudad Lineal cruzando la M-30 de Madrid. Se trata de una estructura mixta (acero-hormigón) formada por dos tableros laterales curvos con paso peatonal techado y un tablero central recto, compuesto por seis vigas en paralelo. Tiene un peso de 1160 toneladas y fue remodelado en 2014. Este proyecto, que incluía la construcción de viviendas y oficinas, un hotel y un mercado, tuvo un retraso de nueve años. La reforma costó 2200 millones de pesetas que fueron aportados por mitades entre el Ministerio de Fomento y el municipio. Además, de esta forma la M-30 se ensanchó dos carriles más por cada lado y se sustituyó el antiguo paso subterráneo por una calzada techada en los laterales.

## Construcción
Fue realizada en cuatro etapas para no cortar el tráfico de la M-30 —con un tráfico medio 260 000— y de la calle Alcalá:
1. Se construyen los tableros laterales
2. Demolición del puente anterior
3. Se monta el tablero central
4. Montaje del arco de iluminación de sección triangular variable, de 96 m de luz, 85 m de radio y 17 m de flecha sobre calzada

## Galería

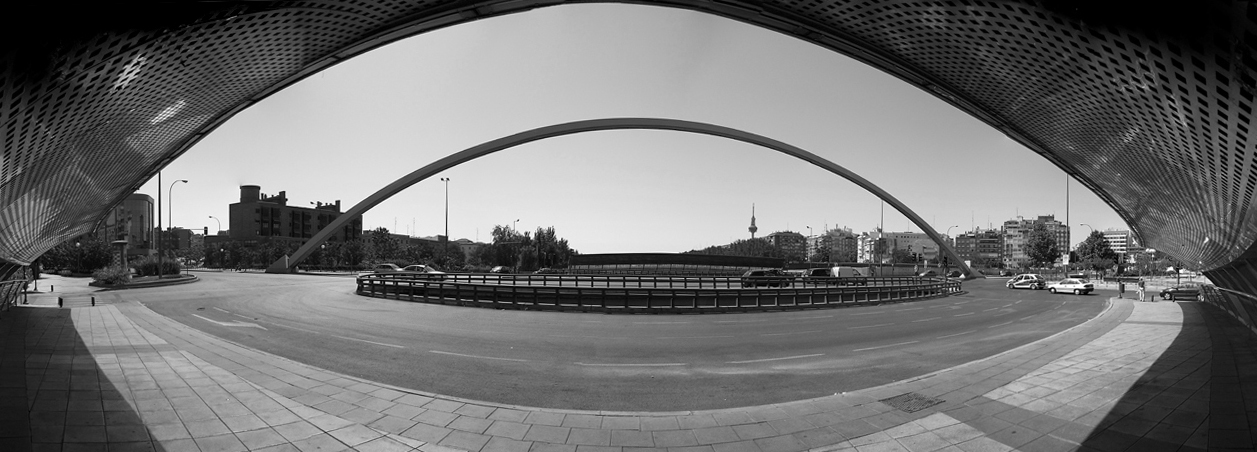
Vista panorámica.